# Marina (slika)
Marina je zvrst krajinskega slikarstva, upodobitev morskih motivov, oziroma morja, obale, pristanišča ali ladje, tudi pomorskih bitk ali prizorov ob morju. Slikarji tovrstne smeri se imenujejo marinisti.
Upodabljanje morskih motivov je kot samostojna veja slikarstva doseglo svoj vrh v 17. stoletju na Nizozemskem in Benetkah. Glavna predstavnika nizozemske smeri marinistike sta bila slikarja Jan van Goyen in Jan van de Cappelle. Slovenski marinisti so bili Vladimir Ražem, Albert Sirk, Viktor Sulčič in Anton Perko.